# Schwarzburg-Sondershausen
Hrabstwo Schwarzburg-Sondershausen, od 1697 Księstwo Schwarzburg-Sondershausen (niem. Grafschaft (Fürstentum) Schwarzburg-Sondershausen) – mały kraj niemiecki, we wschodniej części dzisiejszej Turyngii, powstały z podziału, w 1599 roku, hrabstwa Schwarzburg. Rządzony był przez dynastię Schwarzburg. Do 1806 roku księstwo Świętego Cesarstwa Rzymskiego. W latach 1806–1815 kraj Związku Reńskiego, a od 1815 roku państwo Związku Niemieckiego. Od 1871 kraj Cesarstwa Niemieckiego. Od 1909 roku w unii personalnej z księstwem Schwarzburg-Rudolstadt.

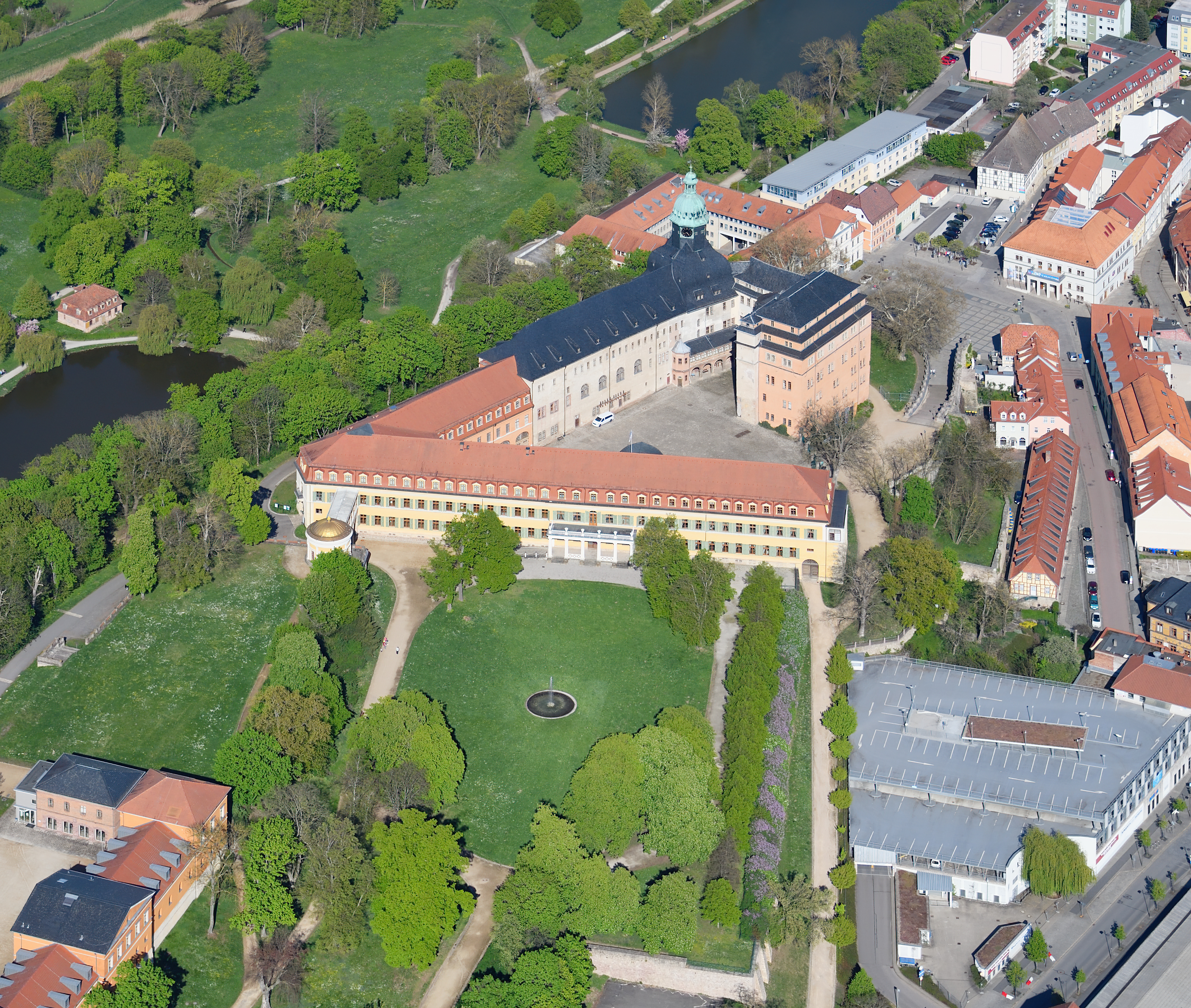
Zamek książęcy w Sondershausen

## Historia
Największy rozwój księstwa przypada na okres księcia Gintera Fryderyka Karola II. Parę lat po objęciu urzędu książę przeprowadził reformy w państwie. Pierwszą decyzją było przystąpienie księstwa w roku 1835 do Niemieckiego Związku Celnego. Następnym krokiem Gintera było nadanie nowej konstytucji, co nastąpiło w dniu jego 40. urodzin, 24 września 1841 roku. Konsekwencją wprowadzenia nowej konstytucji  było przeprowadzenie w dniu 7 września 1843 roku pierwszych w Sondershausen obrad landtagu. Jednakże w okresie rewolucji 1848 również i w Schwarzburg-Sondershausen doszło do rozruchów rewolucyjnych.
Dotknęły one przede wszystkim obydwu większych miast kraju (Arnstadt i Sondershausen), ale też i mniejszych, będących siedzibą urzędów Gehren oraz Ebeleben, co pociągnęło za sobą zajęcie kraju przez oddziały pruskie (Unterherrschaft – płn. część księstwa) oraz sasko-turyngeńskie (Oberherrschaft – pd. część księstwa) w celu zaprowadzenia porządku. 12 grudnia 1849 roku, będąc skutkiem rewolucji, weszła w życie nowa, liberalna konstytucja, która ograniczała prawa księcia. Nie obowiązywała jednak zbyt długo, bo już 8 lipca 1857 została zrewidowana, czego konsekwencją było przywrócenie w znacznej mierze starego porządku. Wraz z postępującym wiekiem poglądy księcia stawały się coraz bardziej konserwatywne.
W przeprowadzonym w 1866 roku głosowaniu w bundestagu, Schwarzburg-Sondershausen sprzeciwił się żądaniom Austrii, chcącej ogłosić powszechną mobilizację przeciw Prusom,  skutkiem tego było  przystąpienie do Związku Północnoniemieckiego. W ten sposób popadał pod zwierzchnictwo militarne Prus, chociaż de facto i tak już wcześniej do nich należało. W dniu 18 stycznia 1871 księstwo Schwarzburg-Sondershausen przystępuje do Rzeszy Niemieckiej. W uroczystościach w Wersalu książę nie brał udziału.
Za panowania księcia nastąpił również rozwój gospodarczy oraz uprzemysłowienie księstwa. Pierwsza linia kolejowa połączyła w 1867 Arnstadt z Erfurtem, a w roku 1869 osiągnęła także stolicę Sondershausen, dalej łącząc się na południu z Erfurtem, a północy z Nordhausen. Budowa kolei żelaznej oraz industrializacja powodują powszechne ożywienie gospodarcze w Schwarzburg-Sondershausen. Będąc jednym z biedniejszych państw agrarnych, przeobraża się powoli w przynajmniej częściowo zindustrializowaną społeczność, należąc jednakże do  najbardziej zacofanych obszarów Turyngii. Odnosi się to głównie do północnej części, tzw. “Unterherrschaft”. Dzisiaj ten region należy do okręgu Kyffhäuserkreis i pozostaje, tak jak dawniej najsłabiej rozwiniętym gospodarczo okręgiem Turyngii.
W 1918 roku w wyniku rewolucji listopadowej w Cesarstwie Niemieckim, ostatni książę Ginter Wiktor abdykował 22 listopada 1918, a w księstwie proklamowano republikę. W 1920 dołączyła ona do innych małych państw regionu w celu utworzenia nowej zjednoczonej Turyngii .

## Władcy Schwarzburg-Sondershausen

### Hrabiowie Schwarzburg-Sondershausenn
- Jan Ginter I (1552–1586)
- Antoni Henryk (1586–1593)
- Ginter XLII (1593–1642)
- Jan Ginter II (1600–1631)
- Christian Ginter I (1601–1642)
- Christian Ginter II (1642–1666)
- Antoni Ginter I (1642–1666)
- Ludwig Ginter (1642–1681)
- Anton Ginter II (1666–1697) (od 1697 książę – patrz niżej)
- Christian Wilhelm (1666–1697) (od 1697 książę – patrz niżej)

1697 podniesienie do rangi księstwa

### Książęta Schwarzburg-Sondershausenn
- Antoni Ginter II (1697–1716)
- Christian William (1697 – 10 maja 1721)
- Ginter I (10 maja 1721 – 28 listopada 1740) (do momentu zostania księciem Günther XLIII)
- Henryk (28 listopada 1740 – 6 listopada 1758)
- Christian Ginter III (6 listopada 1758 – 14 października 1794)
- Ginter Fryderyk Karol I (14 października 1794 – 19 sierpnia 1835)
- Ginter Fryderyk Karol II (19 sierpnia 1835 – 17 lipca 1880)
- Karol Ginter (17 lipca 1880 – 28 marca 1909)

unia z księstwem Schwarzburg-Rudolstadt
- Ginter Wiktor (28 marca 1909 – listopada 1918)